# Джуджета (Warcraft)
Джуджетата са една от расите населяващи измисления свят, в който се развива действието от поредицата Warcraft, създадена от компанията Blizzard Entertainment.
Те са древна раса от силни хуманоиди, които живеят под снежните планини Khaz Modan. Джуджетата винаги са били трайни съюзници на хората и винаги се радват на възможността за битка, както и за разказване на истории.
В минали времена джуджетата рядко са напускали сигурността на тяхната планинска крепост. Въпреки това, винаги когато биват извикани в битка, те се надигат да защитят приятелите и съюзниците си с несравним кураж и доблест.
Поради скорошното разкриване на фрагменти от техния древен произход, джуджетата претърпяват забележителна трансформация. Разкритията убеждават джуджетата, че могъщите титани са ги създали от камък, когато света е бил още млад. Те чувстват, че тяхната съдба сега е да търсят по света още знаци и доказателства за тяхното магическо наследство и да преоткрият скритите завети на Титаните.
Поради това, джуджетата са изпратили свои търсачи по всички краища на света с надеждата да открият нови прозрения за тяхното забулено минало. Тези пътувания водят до разкопки по целия свят, някои от които служат за постове, а други за потенциални ловни полета за враговете на расата на джуджетата.
Джуджетата са добри съюзници на хората през втората война, след като се присъединяват към Алианса на Lordaeron, защото тяхната родина Khaz Modan бе завладяна. Сега те са дълголетен, бавен и внимателен народ и деца са рядка благословия за тях. Джуджетата в Айронфордж наброяват около 20 000.
Възможни класове: Warrior, Paladin, Rogue, Hunter, Priest.